# Astymachus phragmitis
Astymachus phragmitis är en stekelart som beskrevs av Trjapitzin 1962. Astymachus phragmitis ingår i släktet Astymachus och familjen sköldlussteklar.
Artens utbredningsområde är:
- Azerbajdzjan.
- Turkmenistan.

Inga underarter finns listade.